# Floresta Nacional de Tefé
A floresta nacional de Tefé está localizada no estado do Amazonas na região norte do Brasil. O bioma predominante é o da Floresta Amazônica.